# Teresa Portela
María Teresa Portela Rivas (Cangas, 5 maggio 1982) è una canoista spagnola, specializzata nella velocità e vincitrice della medaglia d'argento nel K1 200 m a Tokyo 2020.
Durante la sua carriera ha preso parte a sei Olimpiadi. In precedenza è arrivata quarta in un'occasione (Olimpiadi estive 2012 nel K-1 200 m) e quinta in tre occasioni (2004 nel K-2 500 m e K-4 500 m; 2008 nel K-4 500 m). 
Ha vinto 15 medaglie ai Campionati del mondo ICF Canoa Sprint con 2 ori (K-1 200 m: 2002, 2005 ), 6 argenti (K-1 200 m: 2003, K-2 200 m: 2003, 2005; K-4 200 m: 2001, 2002, 2003) e 7 bronzi (K-4 200 m: 2005, K-4 500 m: 2001, 2002, 2003, 2009, K-1 200 m: 2015, 2019). 

## Palmarès
- Giochi olimpici

Tokyo 2020: argento nel K1 200m